# Psyché abandonnée (Pajou)
Psyché abandonnée est une statue en marbre présentée au Salon de 1791 par le sculpteur Augustin Pajou et conservée au musée du Louvre.

## Contexte de la création
Augustin Pajou reçoit en 1783 la commande d'un pendant à l'Amour de Bouchardon (1750, Louvre). Il choisit alors de représenter une Psyché. Il s'agit là d'une œuvre importante dans la carrière de l'artiste car elle lui permet d'affirmer sa prééminence parmi les sculpteurs de l'époque, dont il est en 1790 l'un des doyens. En effet, la réalisation d'un pendant à une œuvre de Bouchardon le place comme le successeur de ce dernier. 
Cette sculpture lui permet aussi de répondre à la Diane chasseresse de Houdon, son dernier rival. Il rivalise là avec Houdon au niveau du choix de la composition comme de la taille du marbre.
Son œuvre coûtera très cher, notamment pour le paiement des modèles féminins. Pajou rejeta trois blocs de marbre avant de trouver celui qui lui convint.

## Description
Augustin Pajou représente Psyché juste après le départ de l'Amour, désemparée, sur un coussin. À ses pieds, la lampe à huile et le poignard que l'on retrouve dans l'histoire. Son bras gauche s'appuie sur le coussin pour ne pas défaillir et la main droite se porte à son cœur et elle soulève très délicatement son sein. Elle regarde au loin, la bouche entrouverte. On retrouve la nudité complète, caractéristique de la fin du XVIIIe siècle, tout comme les motifs décoratifs de style antique du piédestal sur lequel elle se tient. La représentation des hanches, des cuisses, les effets de chairs et les plis du ventre sont traités de manière réalistes.

## Réception de l’œuvre
Le modèle en plâtre est exposé lors du Salon de 1785. Cinq jours après, l'œuvre est enlevée à la suite de la plainte du curé de Saint-Germain-l'Auxerrois pour indécence. Cependant, elle est exposée dans l'atelier du sculpteur et après le scandale, tout le monde se précipite pour la voir. La nudité intégrale ne fut pas du tout critiquée, car il s'agit d'un aspect plutôt apprécié en cette fin de siècle. Mais les critiques s'attardent sur la véracité des traits et des formes, qui ne sont pas assez idéalisés. On lui reproche une tête "française", une coiffure trop volumineuse. Elle manifeste qui plus est trop sa douleur, qui semble plus physique que morale. L'attitude était jugée trop peu retenue, pas assez noble. La critique n'apprécia pas les proportions du corps. On trouve que le modèle était une femme trop âgée pour une Psyché. Néanmoins, les critiques sont conscients qu'ils sont là face à un plâtre provisoire. Dans leur commentaires, ils manifestent leur confiance en l'artiste pour corriger ses erreurs en tenant compte de leurs remarques. Le marbre est quant à lui présenté au Salon de 1791. Les critiques se focalisent à nouveau sur les proportions mais la taille suscite l'admiration, même si on la trouve quelque peu trop sensuelle. L’œuvre entre au musée du Louvre en 1829.